# Tragia gardneri
Tragia gardneri är en törelväxtart som beskrevs av David Prain. Tragia gardneri ingår i släktet Tragia och familjen törelväxter.
Artens utbredningsområde är Zimbabwe. Inga underarter finns listade i Catalogue of Life.